# Вијетова формула
У математици, Вијетова формула (фр. formule de Viète) је следећи бесконачни производ уклопљених радикала који представљају двоструку реципрочну вредност математичке константе π:
{\displaystyle {\frac {2}{\pi }}={\frac {\sqrt {2}}{2}}\cdot {\frac {\sqrt {2+{\sqrt {2}}}}{2}}\cdot {\frac {\sqrt {2+{\sqrt {2+{\sqrt {2}}}}}}{2}}\cdots }
Она се такође може представити овако:
{\displaystyle {\frac {2}{\pi }}=\prod _{n=1}^{\infty }\cos {\frac {\pi }{2^{n+1}}}}Формула је названа по Франсоа Вијету, који ју је објавио 1593. Као првој формули европске математике која представља бесконачни процес, може јој се признати прави смисао граничне вредности и означити почетком математичке анализе. Она има линеарну конвергенцију и може се користити за израчунавање π, али су се и раније и садашње методе показале прецизнијим. Такође се користила за рачунање понашања система опруга и маса и као пример појма статистичке независности.
Формула се може извести сабијањем производа или обима или површине уклопљених многоуглова који конвергирају у круг. Алтернативно, поново коришћење формуле половине угла из тригонометрије доводи до уопштене формуле коју је открио Леонард Ојлер и у којој је Вијетова формула специјални случај. Много сличних формула које садрже уклопљене корене или бесконачне производе сада су познате.

## Значај
Франсоа Вијет (1540–1603) је био француски адвокат, државни саветник двојице француских краљева и математичар аматер. Он је ову формулу објавио 1593. године у шестој књизи свог дела Variorum de rebus mathematicis responsorum. У то време су методе за заокругљивање π (у принципу) арбитрарне прецизности дуго биле познате. Вијетова сопствена метода може се тумачити као варијација Архимедове идеје за заокругљивање обима круга обимом комплексног многоугла коју је он користио да дође до приближне вредности
{\displaystyle {\frac {223}{71}}<\pi <{\frac {22}{7}}.}Објављивањем своје методе у виду формуле Вијет је формулисао први познати случај бесконачног производа у математици и први пример конкретне формуле за тачну вредност π. Као прво представљање броја у виду резултата бесконачног процеса уместо коначне рачунице, Ели Маор истиче да Вијетова формула означава почетак математичке анализе, а Џонатан Борвајн њену појаву назива „буђењем модерне математике“.
Користећи своју формулу Вијет је израчунао π са прецизношћу од девет цифара. Међутим, то није била најтачнија приближна вредност π у то време, јер је персијски математичар Џамшид Ал Каши 1424. године израчунао π са прецизношћу од девет сексагезималних и 16 децималних цифара. Недуго након што је Вијет објавио своју формулу, Лудолф ван Цојлен је искористо методу сличну Вијетовој да израчуна 35 цифара π, што је објављено тек након ван Цојленове смрти 1610.
Поред свог математичког и историјског значаја, Вијетова формула се може искористити за објашњење различитих брзина таласа различитих фреквенција у бескрајном ланцу опруга и маса и за појаву π у ограничавајућем понашању тих брзина. Уз то, извођење ове формуле као производа интеграла укључених у Радемахеров систем, једнаког интегралима производа истих функција, пружа добар пример за појам статистичке независности.

## Тумачење и конвергенција
Вијетова формула се може поново написати и схватити као гранични израз
{\displaystyle \lim _{n\rightarrow \infty }\prod _{i=1}^{n}{\frac {a_{i}}{2}}={\frac {2}{\pi }}}
где је
{\displaystyle {\begin{aligned}a_{1}&={\sqrt {2}}\\a_{n}&={\sqrt {2+a_{n-1}}}.\end{aligned}}}За сваки избор {\displaystyle n}, израз у граници је коначни производ, а како се {\displaystyle n} арбитрарно повећава ти коначни производи добијају вредности које се арбитрарно блиско приближавају вредности Вијетове формуле. Вијет је своје дело написао много пре него што су се појмови граница и детаљни докази конвергенције развили у математици; први доказ да та граница постоји није дат све до дела Фердинанда Рудија из 1891.
Стопа конвергенције границе одређује број чланова израза који су потребни за постизање тачности датог броја цифара. У Вијетовој формули, број чланова и цифара је пропорционалан: производ првих {\displaystyle n} чланова у граници даје израз за π који је једнак приближно 0.6{\displaystyle n} цифара. Ова стопа конвергенције се веома повољно пореди са Волисовим производом, каснијој формули бесконачног производа за π. Иако је Вијет искористио своју формулу да израчуна π са прецизношћу од само девет цифара, измењена верзија његове формуле се користила за израчунавање стотине хиљада цифара π.

## Сродне формуле
Вијетова формула се може добити као специјалан случај sinc-функције која се више од једног века касније често приписивала Леонарду Ојлеру:{\displaystyle {\frac {\sin x}{x}}=\cos {\frac {x}{2}}\cdot \cos {\frac {x}{4}}\cdot \cos {\frac {x}{8}}\cdots }Заменом x = π/2 у овој формули добија се:{\displaystyle {\frac {2}{\pi }}=\cos {\frac {\pi }{4}}\cdot \cos {\frac {\pi }{8}}\cdot \cos {\frac {\pi }{16}}\cdots }Онда, изражавањем сваког члана производа десно као функцију ранијих чланова, користећи формулу половине угла:{\displaystyle \cos {\frac {x}{2}}={\sqrt {\frac {1+\cos x}{2}}}}добија се Вијетова формула.
Такође је могуће из Вијетове формуле извести сличну формулу за π која и даље садржи уклопљене квадратне корене броја два, али се множење користи само једном:{\displaystyle \pi =\lim _{k\to \infty }2^{k}\underbrace {\sqrt {2-{\sqrt {2+{\sqrt {2+{\sqrt {2+{\sqrt {2+\cdots +{\sqrt {2}}}}}}}}}}}} _{k{\text{ square roots}}},}што би се концизније могло написати као{\displaystyle {\begin{aligned}\pi &=\lim _{k\to \infty }2^{k}{\sqrt {2-a_{k}}}\\[5px]a_{1}&=0\\a_{k}&={\sqrt {2+a_{k-1}}}.\end{aligned}}}Много формула за π и друге константе попут златног пресека сада су познате и оне су сличне Вијетовој по томе што користе или уклопљене радикале или бесконачне производе тригонометријских функција.

## Извођење
Вијет је до своје формуле дошао поређењем површина правилних многоуглова са 2n и 2n + 1 страницама уписаним у круг. Први члан производа, √2/2, јесте однос површина квадрата и осмоугла, други је однос површина осмоугла и шеснаестоугла итд. Стога се производ телескопира да би дао однос површина квадрата (почетног многоугла у низу) кругу (ограничавајућем примеру 2n-угла). Алтернативно, услови у производу се могу тумачити као односи обима истог низа многоуглова, почевши од односа обима двоугла (полупречник круга убројен два пута) и квадрата, односа обима квадрата и осмоугла итд.
Другачије извођење је могуће на основу тригонометријских идентитета и Ојлерове формуле. Користећи формулу за дупли угао у више наврата
{\displaystyle \sin x=2\sin {\frac {x}{2}}\cos {\frac {x}{2}},}добијамо доказ математичком индукцијом да је за свако позитивно целобројно {\displaystyle n}
{\displaystyle \sin x=2^{n}\sin {\frac {x}{2^{n}}}\left(\prod _{i=1}^{n}\cos {\frac {x}{2^{i}}}\right).}Члан 2n sin x/2n у граници достиже x док {\displaystyle n} иде у бесконачност, из чега следи Ојлерова формула. Вијетова формула се може добити из ове формуле заменом x = π/2.